# Olof Andersson Knös
Olof Andersson Knös, född 
den 21 mars 1756 i Leksbergs socken i Västergötland, död den 15 januari 1804 i Skara, var en svensk historiker och bibliognost, son till domprosten i Skara Andreas Knös och hans hustru Brita Hedvig Wijnblad. Gift i Skara 1794 med Margareta Siberg (1767–1823).

## Biografi
Under sin skoltid i Skara förenade han med sig några jämnåriga kamrater till ett litet vetenskapligt samfund, som under namn av Svenska Topographiska Sällskapet, hade till ändamål att samla material till en beskrivning om hembygden i geologiskt, naturhistoriskt och historiskt hänseende. 
Det lovande intresse för vetenskaplig forskning, som gjorde Knös till en av detta sällskaps verksammaste ledamöter, framträdde än mer utpräglat efter hans ankomst till Uppsala, där han 1772 blev student och 1779 promoverades till filosofie magister med första hedersrummet. 
Redan året innan antagen till extra ordinarie amanuens vid Kungliga biblioteket i Stockholm, återvände han 1780 till akademin, där han efter avlagt specimen förordnades till literarum humaniorum docent och 1784 utnämndes till extra ordinarie adjunkt. 
På denna plats kvarstod Knös sedan i tretton år, utan att kunna vinna någon ytterligare akademisk befordran. Hela denna tid ägnade han åt vetenskapliga forskningar, förnämligast i svensk lärdomshistoria och bibliognosi, och de insikter, han förvärvade sig i dessa ämnen, var lika stora och ovanliga, som hans samlingar i dem dyrbara. 
Hans levande forskningsnit samlade omkring honom en skara vetgiriga unga män, vilka i maj 1786 konstituerade sig till en historisk förening kallad Historiska Sällskapet. Då han inte hade några utsikter att få fast tjänst vid universitetet, måste han av ekonomiska skäl söka denna på annat håll. 
År 1796 sökte och erhöll Knös grekiska lektoratet vid Skara gymnasium och tillträdde denna befattning 1797. År 1798 började han tillsammans med några kolleger ge ut Skara månadsskrift, som dock endast kunde hålla sig vid liv i tre månader. 
I sin våning i Skara hade Knös ett omfattande och värdefullt bibliotek. Detta skingrades vid hans död, men hans stora brevsamling och andra historiska dokument han samlat under sin levnad utgör huvuddelen av den Knöska samlingen i Skara bibliotek. Den omfattar 96 volymer och innehåller både originalhandlingar och avskrifter av historiska dokument.